# Free Pascal Runtime Library

Zusammenspiel der Klassenbibliotheken und Widgetsets in Lazarus und Free Pascal

Die Free Pascal Runtime Library (RTL, deutsch Freie Pascal-Laufzeitbibliothek) ist die Laufzeitbibliothek von Free Pascal.
Die RTL besteht aus einer Sammlung von Units, die Komponenten und Klassen für allgemeine Aufgaben bereitstellen. Sie bildet die Grundlage für die Free Component Library und die Lazarus Component Library.